# 屯門軍鎮
屯門軍鎮，是唐朝時期為保護海上貿易而設立的一個軍港，舊日屬於廣州的外港，為重要的交通樞紐。設置時間為公元736 年，該軍鎮當時隸屬安南都護府，其確實位置並無文獻記載。史學界對古之屯門的位置主要説法有二，分別是「屯門即屯門說」與「屯門即南頭說」。
「屯門說」:
1. 《新唐書》曾引用唐朝地理學家賈耽撰《古今郡縣道四夷述》之「廣州通海夷道」條：「廣州東南海行，二百里至屯門山」。據此得知屯門山在唐代已是知名的地標，而此山現今位於新界屯門。
2. 宋代蔣之奇《杯渡山紀略》一文記載，南漢曾在屯門設置管理屯門鎮的靖海都巡，並在屯門山北麓上建立軍寨。南漢承襲唐代軍事體制，它在屯門的軍事設置，是否即唐代屯門鎮，則無法稽考。
3. 宋代蔣之奇《杯渡山詩並序》謂：「廣州圖經：杯渡山在東莞屯門界三百八十里。書舊相傳，昔有杯渡師來居屯門，因以為名。」是則杯渡山之名，於趙宋間已被使用。宋蔣之奇《杯渡山詩並序》更載：「所謂屯門者，即杯渡山也。」
4. 明正德（1506-1521）年間，廣東進士陳文輔曾指出「瀕海之患，莫東莞為最。海之關隘，實在屯門澳口，而南頭則切近之」，明言屯門澳口與南頭「切近之」，則亦可證明屯門與南頭為兩處地方。
5. 明萬曆郭棐《粵大記》附〈廣東沿海圖〉，圖中「屯門」繪於聖山之東、掃管笏之西的海濱平地，聖山即今之青山，掃管笏即今之九徑山，屯門的位置與現在吻合。
6. 嘉慶《新安縣志》卷四〈山水略〉記「九徑山在縣南四十里，下臨屯門澳」，清楚指明屯門澳在九徑山下，因此屯門澳即今之青山灣。

「南頭說」:
以清初顧炎武《天下郡南利病書》〈廣東下〉卷四十三云「東莞南頭，古之屯門鎮，乃中路也」為所本，明清以前未見此說。

## 背景
漢武帝時始設有鹽官統領軍隊與船艇，駐紮於屯門一帶，監督九龍灣沿海及沙頭角等鹽田作業。到唐朝與外域的海上貿易日益發達，對象包括波斯、大食、印度、中南半島及南洋群島等地。而屯門地區扼珠江口對外交通要衝，是海上絲綢之路的沿線部份，外地船隻會先經屯門地區，然後北上廣州進行貿易及補給。船隻一般會在每年5月至8月乘西南季候風抵達屯門地區，等候通知後方可進入廣州；交易完成後則在屯門地區等待，在10月之後的東北季候風才離開。
由於當時屯門地區的著名，「屯門」一詞也可見於當時的文學作品。《新唐書》曾引用唐朝地理學家賈耽撰《古今郡縣道四夷述》之「廣州通海夷道」條：「廣州東南海行，二百里至屯門山」。韓愈在《贈別元十八協律》詩之六中寫道：「屯門雲雖高，亦映波濤沒。」 （页面存档备份，存于），劉禹錫在《踏浪歌》中寫道：「屯門積日無回飆，滄波不歸成踏潮。」 （页面存档备份，存于）目前尚未有史料證實韓、劉兩位到過屯門。屯門的景色出現在他們的詩作中，已說明由於海上交通便利，該地在唐朝已經聞名。

## 沿革
唐玄宗開元二十四年（736年），屯門軍鎮設立，隸屬安南都護府，轄管地域為南海郡寶安縣，屯門一名乃有「屯兵之門」之意。軍鎮內除了有郵驛設施外，還駐有2,000名士兵，以保護海上貿易。天寶二年（743年），浙江海賊吳令光於溫州作亂，當時南海郡守劉巨麟便從屯門軍鎮調兵平亂。
及至五代十國時期，屯門一帶為南漢政權的領土，改屯門軍鎮為「靖海都廵」，並增建軍寨。宋朝時該地則設「屯門砦」，仍設置營壘派兵駐守；元朝則於該區設置「屯門巡檢司」；明朝洪武十四年（1381年）设立「南海衛」，洪武二十七年（1394年）设立「東莞守禦千戶所」，由广州左卫千户崔皓主持在南头半岛修建所城，南北500米，东西680米，驻兵328名。正德十六年（1521年）和嘉靖元年（1522年）间，明朝廣東海道副使汪鋐與佛朗機艦隊爆發屯門海戰。嘉靖四十五年（1566年）设立南头水寨。至万历年间，南头水寨辖佛堂门、龙船湾、洛格、大澳、浪淘湾、浪白六处营汛，兵员3000多名，大小战船112艘。明万历元年（1573年）设立新安县，东莞所城改为县城，辖今日香港与深圳市地域。
到了清朝，康熙七年（1668年）置「屯門墩台」，二十一年（1682年）改設「屯門寨」，乾隆年間則改為「屯門汛」，直至1898年新界租借予英國後廢除。